# Chrome Division
I Chrome Division sono un gruppo musicale norvegese di genere hard rock/heavy metal, fondato nel 2004 dal chitarrista e cantante Shagrath, dal batterista Lex Icon e dal bassista Luna. In particolare il progetto musicale è considerato un progetto parallelo catalizzato dalla figura di Shagrath, storico frontman del gruppo black metal Dimmu Borgir. Le sonorità proposte dalla band riprendono quelle di gruppi celebri del genere, quali Motörhead e AC/DC. Lo stile, adottato nei videoclip, negli sporadici live e nel materiale promozionale della band, ha un taglio visibilmente gaudente ispirato all'immaginario stereotipato del Rock'n'Roll, del sesso da strada e dei piaceri della vita randagia da motociclista.

## Formazione

### Formazione attuale
- Shagrath - chitarra e seconda voce
- Ogee - basso
- Shady Blue - voce solista
- Damage Karlsen - chitarra solista
- Tony White - batteria

### Ex componenti
- Lex Icon - batteria (2004-2005)
- Eddie Guz - voce solista
- Ricky Black - chitarra solista e seconda voce
- Luna - basso e seconda voce

## Discografia

### Album in studio
- 2006 - Doomsday Rock'n'Roll
- 2008 - Booze, Broads & Beelzebub
- 2011 - 3rd Round Knockout
- 2014 - Infernal Rock Eternal
- 2018 - One Last Ride